# Apolinary Szeluto
Apolinary Szeluto (23 de julio de 1884 – 22 de agosto de 1966) fue un pianista polaco y compositor del estilo Mloda Polska.

## Vida y carrera
Apolinary Szeluto nació en San Petersburgo, y comenzó a estudiar piano a los nueve años de edad. Estudió música en el Conservatorio Saratov con Stanislav Echsner, composición en el Conservatorio de Varsovia de 1902 a 1905, con Romano Statkowski y Zygmunt Noskowski, y la interpretación de piano en Berlín desde 1905 a 1908 con Leopold Godowsky. También realizó estudios en derecho en la Universidad de Dorpat. Después de completar su educación, trabajó como pianista de concierto, actuando activamente desde 1909 hasta 1931.
En 1909 Szeluto se convirtió en profesor del Conservatorio de Berlín, y más tarde se trasladó a trabajar como juez cerca de Astracán, Rusia. Tomó parte en la Revolución rusa, y fue nombrado Presidente del Comité Revolucionario local. Después trabajó durante un tiempo en el Ministerio de Justicia en Polonia. Sus composiciones de este período refleja su dedicación a los ideales de Realismo socialista.
En 1933 se estableció cerca de Konin, donde trabajó como notario y más tarde como juez. Cuando los nazis ocuparon Polonia, trabajó como panadero y comerciante callejero, mientras continúa con sus composiciones. En sus últimos años, sufre una profunda enfermedad mental. Murió en una residencia de ancianos en Chodzież, y fue enterrado en el cementerio Słupeckim.Sus composiciones se encuentran en la Biblioteca Nacional en Varsovia.

## Obras

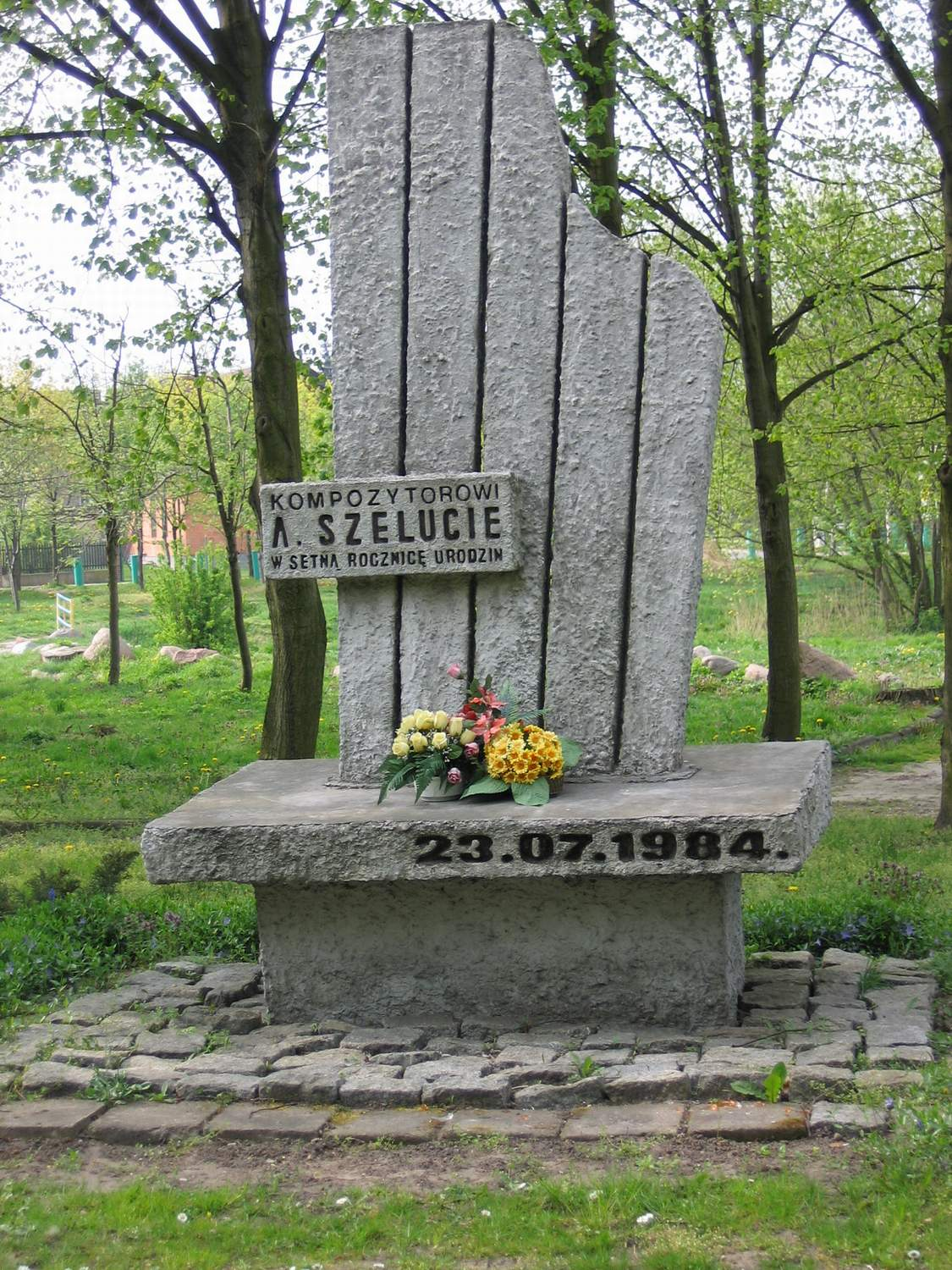
Tumba de Szeluto en Słupca.

Szeluto fue un prolífico compositor, produciendo sinfonías, suites orquestales, conciertos para piano, violín y violonchelo, música coral y canciones, instrumentales y diversas obras de cámara.Algunas obras son:
- Cyrano de Bergerac, poema sinfónico, 1933
- Macbeth, poema sinfónico, 1933
- Concierto Para Piano Y Orquesta Nº 1, 1933-37
- Concierto Para Piano Y Orquesta Nº 2, 1936-37
- Concierto Para Piano Y Orquesta Nº 3, 1940
- Concierto Para Violín Y Orquesta, De 1942
- Concierto Para Violonchelo Y Orquesta, De 1942
- Concierto Para Piano Nº 4, 1944
- Concierto Para Piano Nº 5, 1948
- Cuarteto De Cuerda, 1931
- Cuarteto De Cuerda "Montañas De Tatra"
- Tríopara violín, violonchelo y piano, 1940
- Sonatas Para Violín
- Cello Sonatas